# Jean de Norry
Pour les articles homonymes, voir Norry (homonymie).
Jean  de Norry, mort à Gy en 1438, est un prélat français  du XVe siècle.

## Biographie

### Origines
Jean de Norry ou Nourry (Johannes de Norriaco) est un noble issu d'une famille de chevaliers du Nivernais.
Il le fils de Pierre de Norry et de Jeanne de Montboissier. Son père est lieutenant général (1379 et 1407) du duc Louis II de Bourbon ainsi que maître des requêtes du roi Charles VI.

### Carrière religieuse
Il obtient un licence en droit civil. Il étudie à Orléans.
En 1390, il est reçu chanoine-comte, au sein du Chapitre de Saint-Jean de Lyon,. Il est successivement chanoine de Paris, de Sens, de Meaux, de Bourges et Autun, en 1398. La même année, il est également chanoin et chantre de Châlons-sur-Marne.
Le 23 janvier 1396, il baptise Louis de Guyenne, dauphin de Viennois et duc de Guyenne, fils du roi Charles VI de France et d'Isabeau de Bavière en l'église Saint-Paul de Paris.
Il est abbé de Saint-Étienne-l’Étrier, dans le diocèse d'Autun.
Par nomination royale, il est fait chanoine et chantre de Rouen, en juillet 1415.
Jean de Norry est élu archevêque de Vienne en 1423 et participe au concile de Constance. Il est transféré à Embrun le 2 décembre 1433, mais il refuse. Il est à nouveau transféré par bulle du 17 avril 1439, sur le siège archiépiscopal de Besançon.

### Mort et sépulture
Jean de Norry meurt peu après sa nomination, sur le trajet le menant à Besançon, probablement à Gy ou à Vesoul.
Son est inhumé dans l'église Saint-Étienne, pour l'historienne Vallery-Radot

## Armoiries
Jean de Norry porte les armes de sa famille (de gueules à une fasce d'argent.) auxquelles il ajoute trois fleurs de lys d'or en chef et trois en pointe.

### Sources
- La France pontificale
- Claude Charvet, Histoire de la sainte église de Vienne, Lyon, C. Cizeron, 1761, 798 p., in-4° (lire en ligne), p. 498-503.